# Matthew Wearn
Matthew Wearn (30 september 1995) is een Australisch zeiler. 

Voor de spelen van 2020 won hij de strijd om de Australische startplek van de olympisch kampioen van Rio Tom Burton.
In 2021 in het Japanse Enoshima werd Wearn olympisch kampioen in de Laser.
Wearn won op de wereldkampioenschappen vier medailles.
Hij is verloofd met Belgische zeiler Emma Plasschaert.

## Palmares

### Wereldkampioenschappen
| Jaar | Plaats         | Resultaten       |
| ---- | -------------- | ---------------- |
| 2011 | Perth          | 59e Laser klasse |
| 2012 | Boltenhagen    | 53e Laser klasse |
| 2013 | Musannah       | 10e Laser klasse |
| 2014 | Santander      | 28e Laser klasse |
| 2015 | Kingston       | 5e Laser klasse  |
| 2016 | Nuevo Vallarta | 4e Laser klasse  |
| 2017 | Split          | Laser klasse     |
| 2018 | Aarhus         | Laser klasse     |
| 2019 | Sakaiminiati   | Laser klasse     |
| 2020 | Melbourne      | Laser klasse     |

### Olympische Zomerspelen
| Jaar | Plaats   | Resultaten   |
| ---- | -------- | ------------ |
| 2021 | Enoshima | Laser klasse |

1996: Robert Scheidt ·
2000: Ben Ainslie ·
2004: Robert Scheidt ·
2008: Paul Goodison ·
2012: Tom Slingsby ·
2016: Tom Burton ·
2020: Matthew Wearn ·
2024: Matthew Wearn